# Актасское Западное газоконденсатное месторождение
Акта́сское Западное газоконденсатное месторожде́ние (Акта́с Западный, каз. Ақтас — белый камень) — газоконденсатное месторождение Казахстана, расположено в Каракиянском районе Мангистауской области, в 110 км юго-восточнее от города Актау. Относится к Южно-Мангышлакской нефтегазоносной области

## Характеристика месторождения
В тектоническом отношении месторождение Актас относится к Узень-Жетыбайской антиклинальной зоне.
В 1952—1958 годах в результате сейсморазведочных работ была подготовлена структура, а в 1988 году было открыто месторождение.
Структура, включающая в себя месторождение, представлена локальным поднятием в пределах тектонического блока. Структура выявлена по отражающему сейсмическому горизонту, зафиксированному в низах среднего триаса. Структура замыкается по изогипсе −3200 м), имеет размеры 2x0,8 км с амплитудой поднятия 50 м.
Выявлен продуктивный горизонт в отложениях верхнего триаса. Отложения представлены теригенно-карбонатными породами.
Коллекторы смешанного типа, породами-покрышками выступают аргиллиты, толщиной более 144 м.
Залежь пластовая, тектонически экранированная. ГВК установлен на абсолютной отметке −2975 м. Площадь газовой части залежи — 1,5 км2, высота 30 м.
Общая толщина продуктивного горизонта — 6,8 м, эффективная газонасыщенная — 4,8 м, коэффициент газонасыщенности — 0,72 м. Глубина кровли пласта в своде поднятия — 3 110 м.
Дебит газа — 29,8 тыс. м3/сут при штуцере 5 мм.
Содержание стабильного конденсата в газе — 21,1 г/м3. Дебит 9,6 м3/сут.
Плотность конденсата — 766 кг/м3, вязкость — 1,75 Сст.
Режим залежи — газонапорный. Месторождение находится в разработке.